# Nipponomarolia matsuyamensis
Nipponomarolia matsuyamensis is een keversoort uit de familie zwamspartelkevers (Melandryidae). De wetenschappelijke naam van de soort werd in 1982 gepubliceerd door Mutsuo Miyatake.